# Украинское (Житомирская область)
Украи́нское (укр. Українське) — село на Украине, основано в 1930 году, находится в Новоград-Волынском районе Житомирской области.
Население по переписи 2001 года составляет 52 человека. Почтовый индекс — 11787. Телефонный код — 4141. Занимает площадь 0,59 км².

## Адрес местного совета
11787, Житомирская область, Новоград-Волынский р-н, с. Кикова